# ミシェル・ボワロン
ミシェル・ボワロン（Michel Boisrond、1921年10月9日 - 2002年11月10日）はフランスの映画監督。

## 略歴
フランスのウール＝エ＝ロワール県シャトーヌフ・アン・ティムレ出身。1950年代後半から1970年代半ばに掛けて活躍。1980年代以降はテレビシリーズを手掛けた。主にコメディータッチの作品が多かった。俳優としても「サムライ」(1967年）などに出演した。
1966年（昭和41年）4月、「OSS117/東京の切札」のロケの為、来日している。

## 代表作

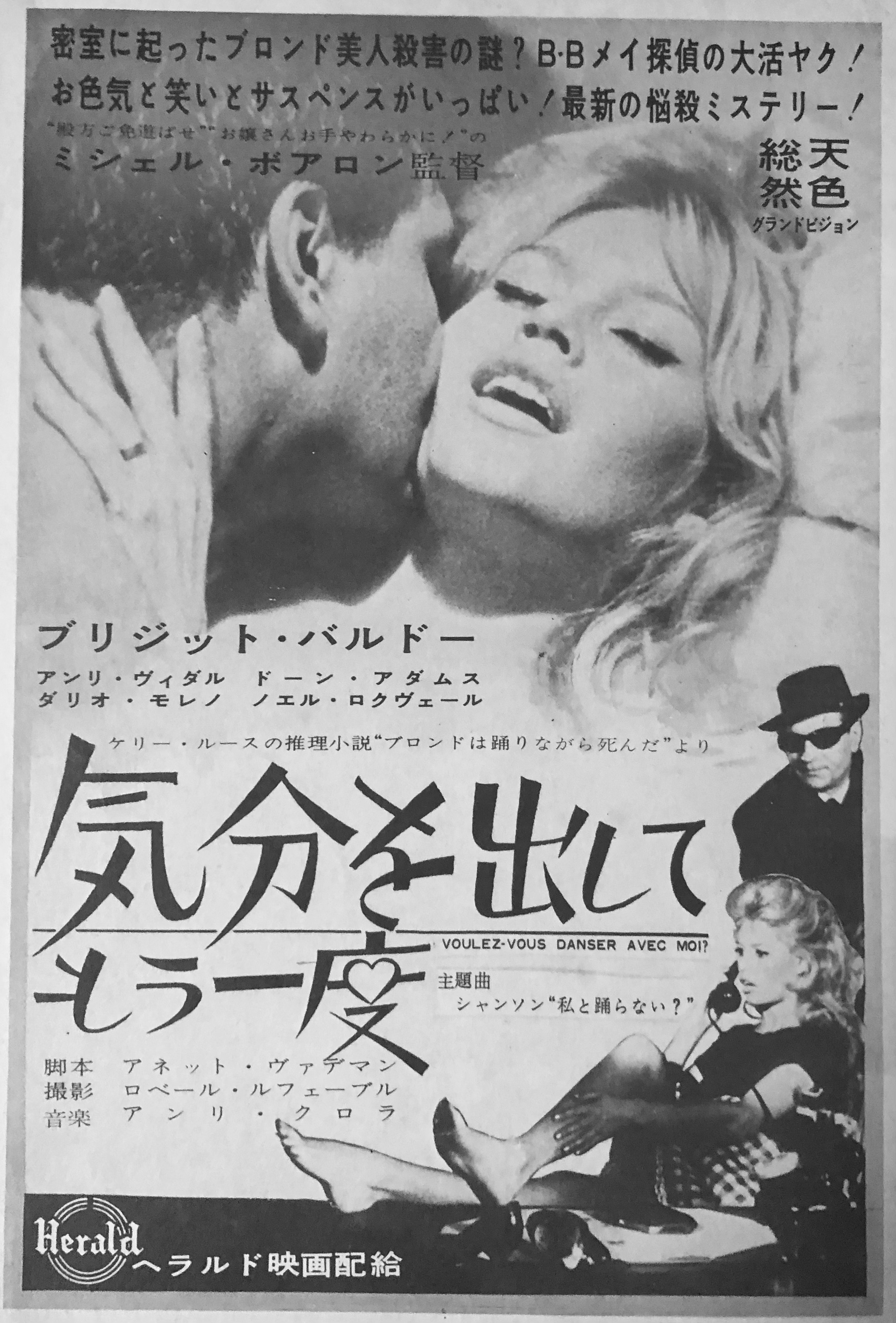
『気分を出してもう一度』（1959年）の広告

- この神聖なお転婆娘（英語版） Cette sacrée gamine (1956)
- 殿方ご免遊ばせ Une parisienne (1957)
- お嬢さん、お手やわらかに! Faibles femmes (1959)
- 学生たちの道 Le chemin des écoliers (1959)
- 気分を出してもう一度 Voulez-vous danser avec moi? (1959)
- フランス女性と恋愛 La française et l'amour (1960)
- 素晴らしき恋人たち Amours célèbres (1961)
- パリジェンヌ（英語版） Les parisiennes (1962)
- 若奥様は仮免中（英語版）Comment réussir en amour  (1962)
- アイドルを探せ Cherchez l'idole (1964)
- OSS117/東京の切札（英語版） Atout coeur à Tokyo pour O.S.S. 117 (1966)
- 一億ドル大攻防戦/モロッコの死闘（フランス語版）L'homme qui valait des milliards (1967)
- 個人教授 La Lecon Particuliere (1968)
- さらば夏の日（フランス語版） Du soleil plein les yeux (1970)
- 麗しのカトリーヌ（英語版） Catherine et Cie (1975)